# Jameela Jamil
Jameela Alia Jamil (London, 1986. február 25. –) brit színésznő, műsorvezető.
Legismertebb alakítása Tahani Al-Jamil A Jó Hely című sorozatban. Az Amazon: Ügyvéd című sorozatban is szerepelt.

## Fiatalkora
1986. február 25-én született Londonban, pakisztáni Ali Jamil és brit-pakisztáni Shireen Jamil gyerekeként. 2015-ben elmondta, hogy gyermekkorában számos egészségügyi problémával kellett szembenéznie, mivel veleszületett halláskárosodással és belsőfülgyulladással született, amit több műtéttel korrigáltak, és a bal fülére 70%-os, a jobb fülére 50%-os hallásképességgel rendelkezett. Kilencévesen hipermobil Ehlers-Danlos-szindrómát diagnosztizáltak nála, ami egy genetikai rendellenesség, amely a test kötőszövetét érinti, 12 évesen pedig lisztérzékenységet. 21 évesen higanymérgezést szenvedett, amit az amalgám fogtömésekből kiszivárgó higanyra vezet vissza, amit súlyosbított azok nem megfelelő eltávolítása, ami károsította az emésztőrendszerét.
Tinédzserként anorexia nervosában szenvedett. 17 éves korában egy méhecske elől menekülve elütötte egy autó, több csontja eltört és a gerince megsérült. Elmondása szerint azt mondták neki, hogy talán soha többé nem fog járni, de a szteroidkezelés és a fizioterápia után lassan felépült, és egy Zimmer-keret segítségével kezdett el járni. Az autóbalesetnek tulajdonítja, hogy az anorexiából való felépülés felé terelte, mondván, hogy megváltoztatta a testéhez való viszonyát. A londoni Queen's College Schoolba járt, de a balesetre hivatkozva nem tudta befejezni az érettségit. Elmondása szerint ezután két évig angolt tanított külföldi diákoknak a londoni Callan School of Englishben.

## Pályafutása
2009 és 2012 között a T4 című műsor házigazdája volt. 2012-ben a Playing It Straight című reality műsorvezetője volt. 2016 és 2020 között A Jó Hely című sorozatban volt főszereplő. 2018-ban szerepelt a Last Call with Carson Daly című műsorban. 2019 és 2021 között a Kacsamesék című sorozatban szinkronizált. 2020-ban szinkronizált a Mira, a királynő nyomozója című sorozatban. 2022-ben az Amazon: Ügyvéd című sorozatban szerepelt, mint Mary MacPherran / Titánia.

## Magánélete
2015 óta él párkapcsolatban James Blake zenésszel.

## Filmográfia

### Filmek
| Év   | Magyar cím                           | Eredeti cím             | Szerep              | Magyar hang        |
| ---- | ------------------------------------ | ----------------------- | ------------------- | ------------------ |
| 2019 | Hogyan lettem befolyásos fiatal csaj | How to Build a Girl     | Kleopátra           | Nem szólal meg     |
| 2022 | Vegyél el                            | Marry Me                | Anikah              |                    |
| 2022 | DC Szuperállatok Ligája              | DC League of Super-Pets | Wonder Woman (hang) | Dobó Kata          |
| 2023 | Vajon létezik szerelem első látásra? | Love at First Sight     | narrátor (hang)     | Németh Borbála     |
| 2025 | Elio                                 | Elio                    | Questa (hang)       | Bogdányi Titanilla |

### Televíziós szerepek
| Év        | Magyar cím                       | Eredeti cím                         | Szerep                    | Megjegyzések                              |
| --------- | -------------------------------- | ----------------------------------- | ------------------------- | ----------------------------------------- |
| 2009–2012 |                                  | Freshly Squeezed                    | önmaga                    | műsorvezető                               |
| 2009–2012 |                                  | T4                                  | önmaga                    | műsorvezető                               |
| 2012      |                                  | Playing It Straight                 | önmaga                    | műsorvezető                               |
| 2014      |                                  | Celebrity Juice                     | önmaga                    | 1 epizód                                  |
| 2015      |                                  | The Great Comic Relief Bake Off     | önmaga                    | 1 epizód                                  |
| 2016–2020 | A Jó Hely                        | The Good Place                      | Tahani Al-Jamil           | főszereplő                                |
| 2018      |                                  | Hollywood Game Night                | önmaga                    | 1 epizód                                  |
| 2018      |                                  | Last Call with Carson Daly          | önmaga                    | műsorvezető                               |
| 2019–2021 | Kacsamesék                       | DuckTales                           | Szarka Dee (hang)         | 4 epizód magyar hangja Csuha Bori         |
| 2019–2021 |                                  | The Misery Index                    | önmaga                    | műsorvezető                               |
| 2019      | Robotcsirke                      | Robot Chicken                       | Boglárka (hang)           | 1 epizód                                  |
| 2019      | LAUGH-IN: Sztárjaink             | Still Laugh-In: The Stars Celebrate | önmaga                    | különkiadás                               |
| 2020–2022 |                                  | Legendary                           | önmaga                    | zsűri                                     |
| 2020–2022 | Jurassic World: Krétakori tábor  | Jurassic World Camp Cretaceous      | Roxie (hang)              | mellékszereplő magyar hangja Mentes Júlia |
| 2020      | Amerikai fater                   | American Dad!                       | Christine S. (hang)       | 1 epizód                                  |
| 2020      | Green család a nagyvárosban      | Big City Greens                     | Phoenix (hang)            | mellékszereplő                            |
| 2020      |                                  | Crossing Swords                     | Sloane (hang)             | 4 epizód                                  |
| 2020      | Harley Quinn                     | Harley Quinn                        | Eris (hang)               | 1 epizód                                  |
| 2020      | Mira, a királynő nyomozója       | Mira, Royal Detective               | Pushpa néni (hang)        | mellékszereplő                            |
| 2020      | Animánia                         | Animaniacs                          | Sultana (hang)            | 1 epizód                                  |
| 2021      | Fecsegő tipegők                  | Rugrats                             | Lady De-Clutter (hang)    | 1 epizód magyar hangja Nagy Blanka        |
| 2021–     | Star Trek: Protostar             | Star Trek: Prodigy                  | Ensign Asencia (hang)     | mellékszereplő magyar hangja Mentes Júlia |
| 2022      | Amazon: Ügyvéd                   | She-Hulk: Attorney at Law           | Mary MacPherran / Titánia | főszereplő magyar hangja Gáspár Kata      |
| 2022      | Tökéletes hang: Bumper Berlinben | Pitch Perfect: Bumper in Berlin     | Gisela                    | főszereplő magyar hangja Gáspár Kata      |
| 2023      | Poker Face                       | Poker Face                          | Ava                       | 1 epizód                                  |